# Antonio Negret
 (août 2017).
Antonio Negret est un réalisateur de cinéma colombien né le 13 février 1982 à Bogota.

## Filmographie
- 2007 : Hacia la oscuridad
- 2012 : Transit (en)
- 2014-2016 : Les 100 (2 épisodes)
- 2015-2016 : Arrow (3 épisodes)
- 2016-2017 : Legends of Tomorrow (2 épisodes)
- 2017 : Overdrive